# Enlighten Me
Enlighten Me – pierwszy singel zespołu Masterplan wydany 18 listopada 2002.

## Lista utworów
1. "Enlighten Me" (wersja singlowa)
2. "Kind Hearted Light"
3. "Through Thick and Thin"
4. "Black Dog" (cover Led Zeppelin)
5. "Enlighten Me" (wersja albumowa)